# Église Saint-Laurent du Puy-en-Velay
L'église Saint-Laurent est une église catholique située au Puy-en-Velay, en France.
Elle abrite, dans le chœur, un enfeu contenant les entrailles du connétable Bertrand Du Guesclin.

## Localisation
L'église Saint-Laurent est située en contrebas de la place Carnot, au croisement du boulevard Chantemesse, du boulevard Carnot et de l'avenue d'Aiguilhe, à proximité du centre hospitalier Émile-Roux.

## Historique
La première église fut construite en 1221 par l’ordre des Frères Prêcheurs. En 1340 elle fut agrandie, grâce aux dons des vicomtes de Polignac. Les entrailles du connétable Bertrand du Guesclin y sont déposées dans un enfeu en 1380,, toujours existant.
L'édifice est classé au titre des monuments historiques en 1906.

## Orgue

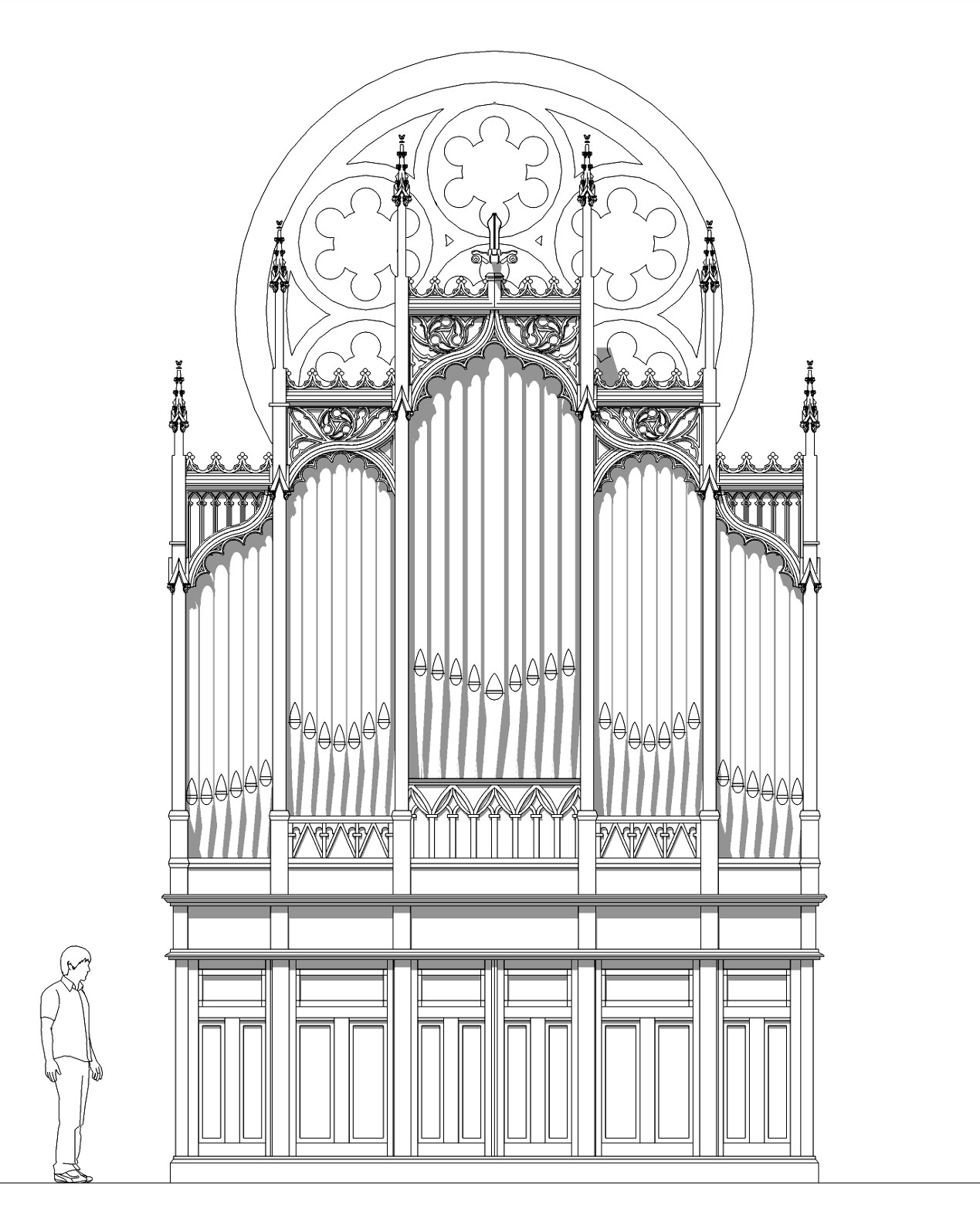
Dessin du buffet de l'orgue Merklin de l'église Saint-Laurent du Puy-en-Velay.

Le grand orgue de l’église Saint-Laurent a été construit par le facteur Joseph Merklin. Il possède 27 jeux (dont 22 réels), répartis sur deux claviers et un pédalier. Il fut inauguré les 10 et 11 décembre 1882, par les organistes Léon Reuchsel et Albert Périlhou. En 1896, l’orgue bénéficie d’un relevage, par la maison Michel-Merklin. En 1961, en plus d’un relevage, quelques remaniements de jeux furent effectués par les établissements Michel - Merklin & Kuhn. En septembre 1973, l’instrument fut démonté pour être protégé des grands travaux de restauration de l’église (1971-1988) qui menaçait de s’effondrer. Avant son démontage, l’état, le fonctionnement et la qualité de l’instrument furent considérés comme excellents, ce qui lui valut d’ailleurs l’inscription de sa partie instrumentale à l’inventaire supplémentaire des Monuments Historiques.

Depuis, l’orgue Merklin, appelé à retrouver son rôle et sa place d’origine, demeure encore provisoirement démonté, depuis plus de 45 ans. Cet instrument est le principal orgue symphonique du XIXe siècle que compte la Haute-Loire.
À la fin de l’année 2010, une association, "UNDA MARIS - orgue et musique à Saint-Laurent, au Puy-en-Velay", a été créée avec le souhait de faire renaître l’orgue de Saint-Laurent et d’organiser des moments musicaux dans cette église.

## Galerie de photos

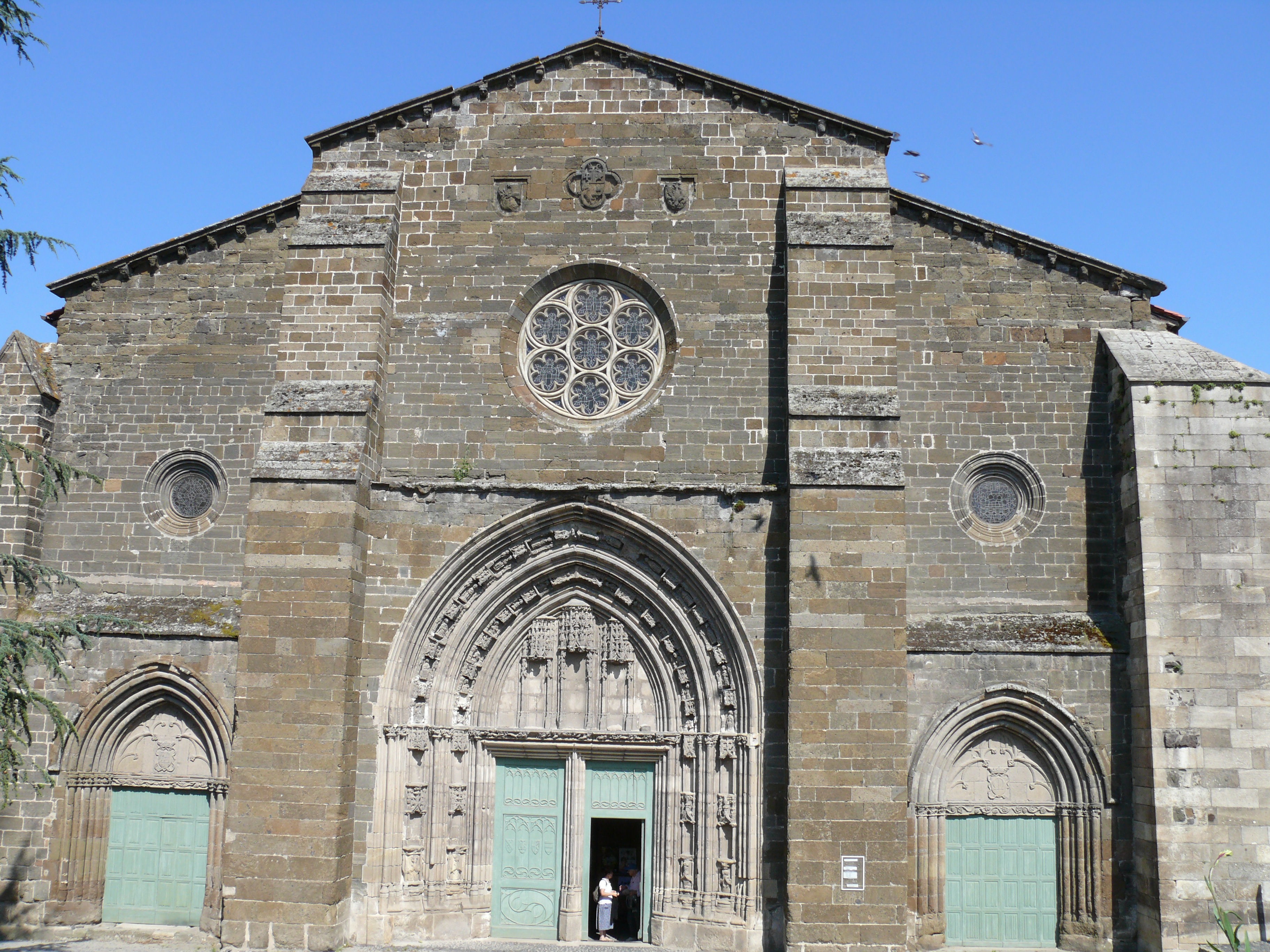
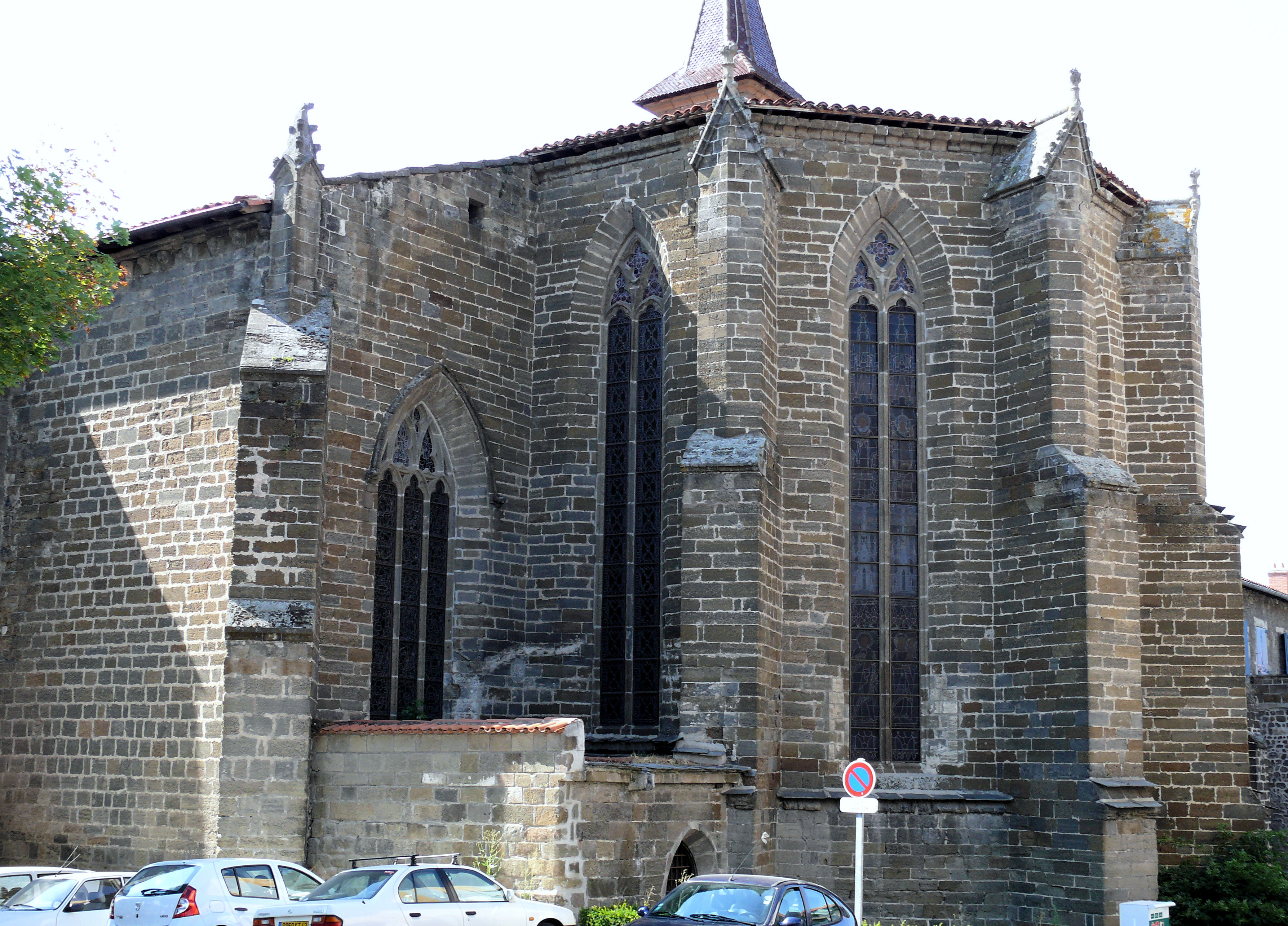
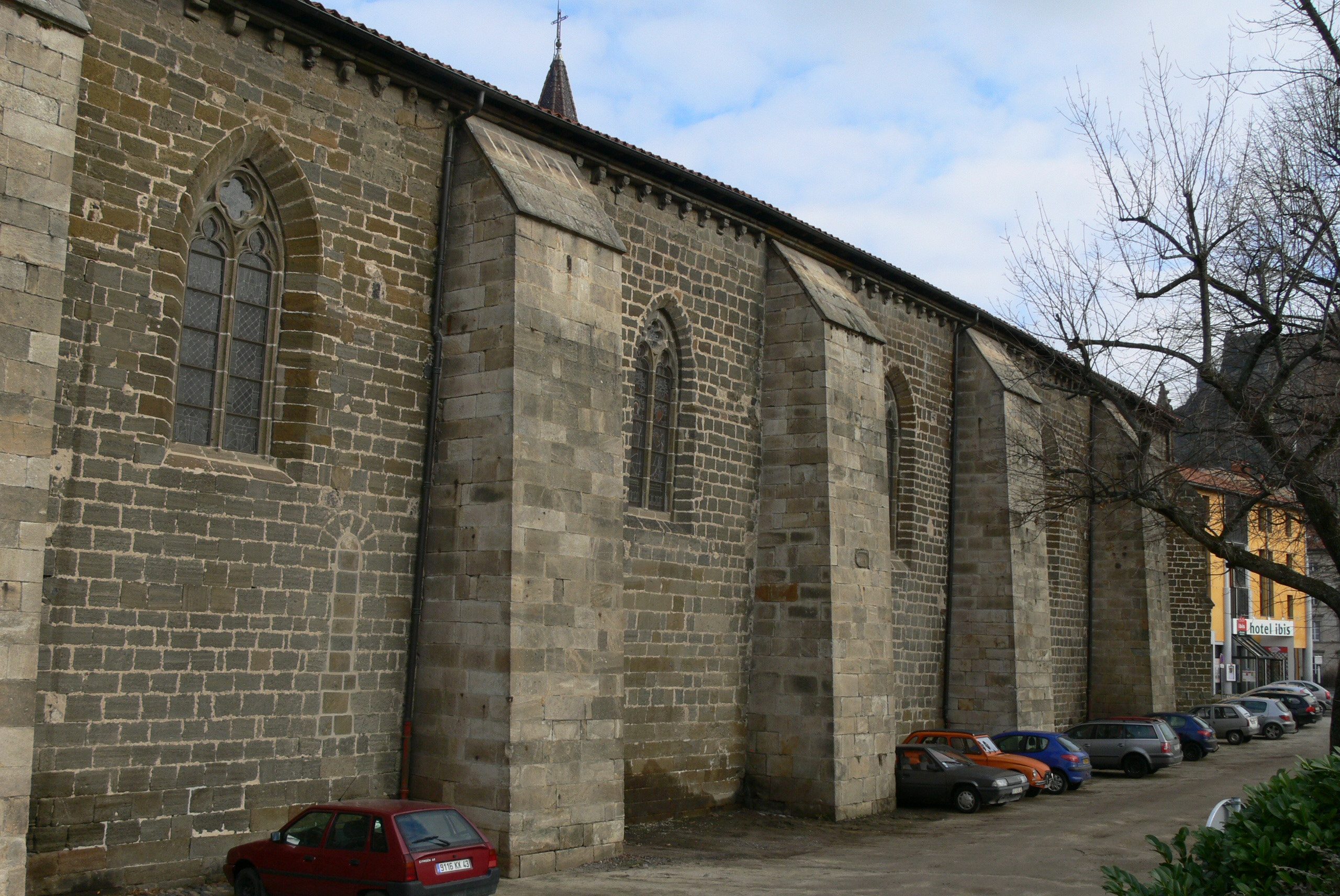
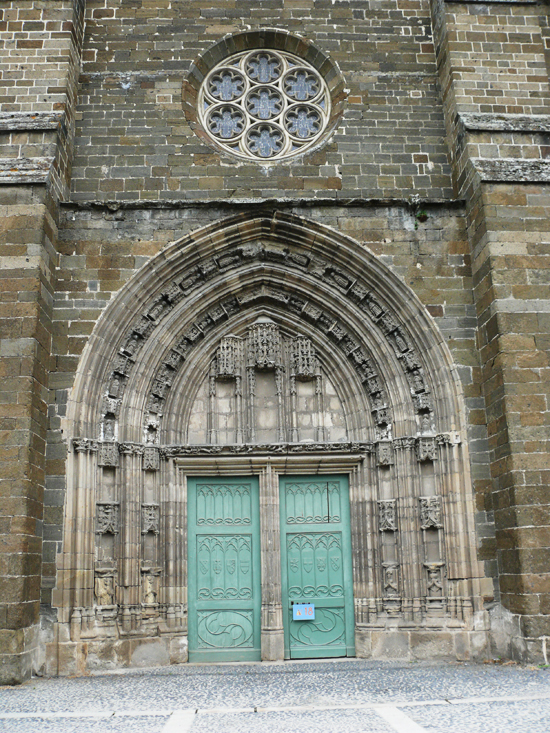
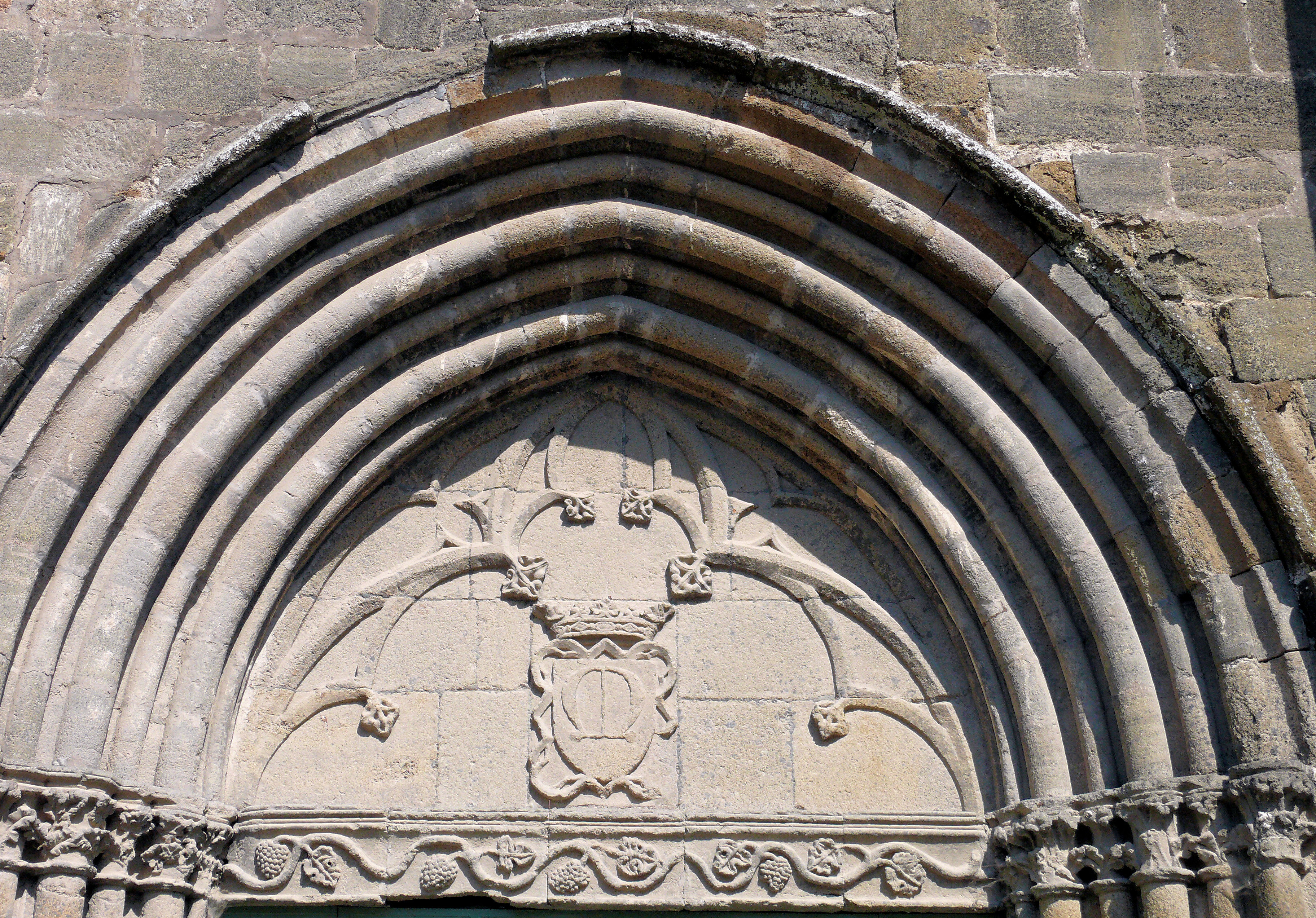
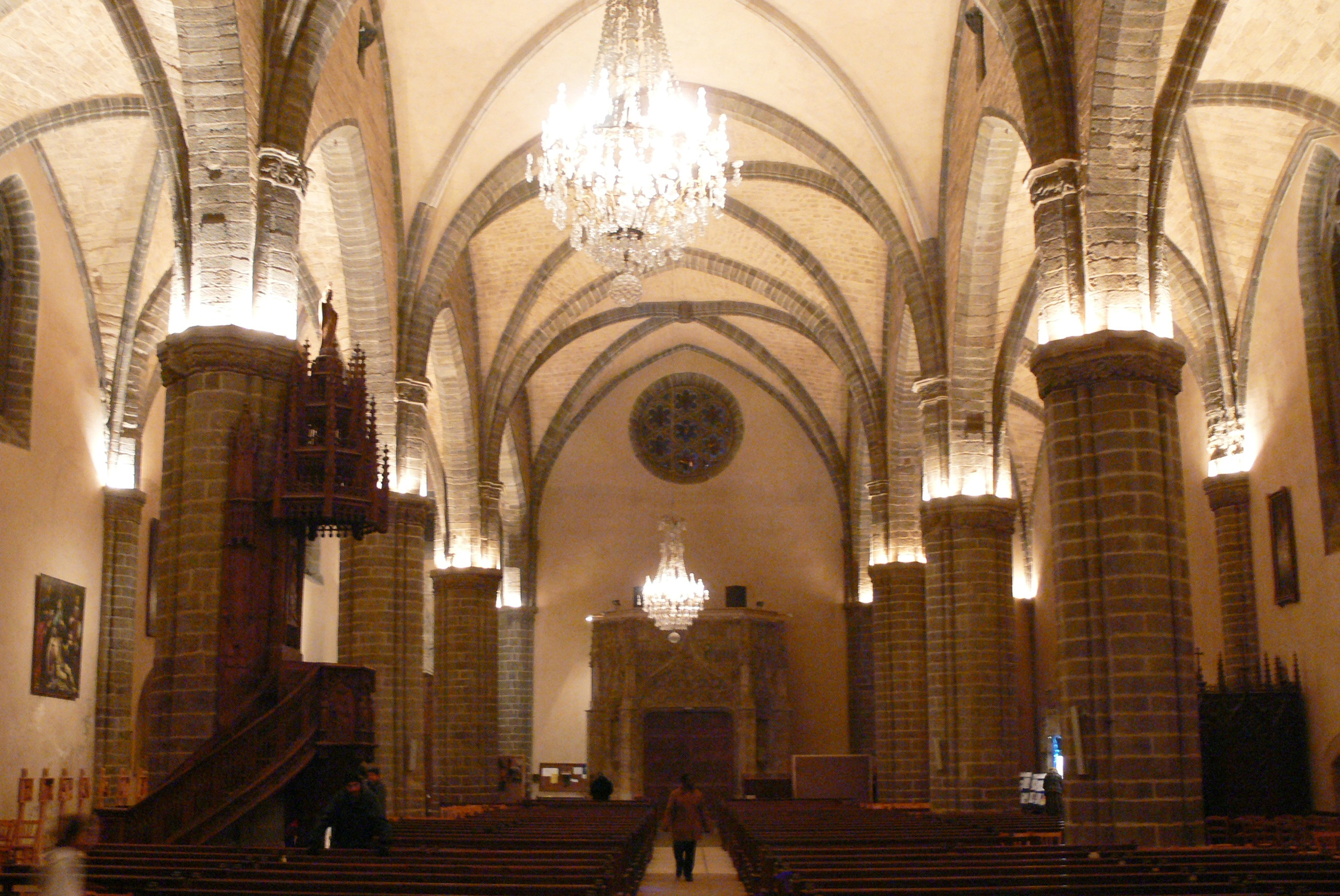
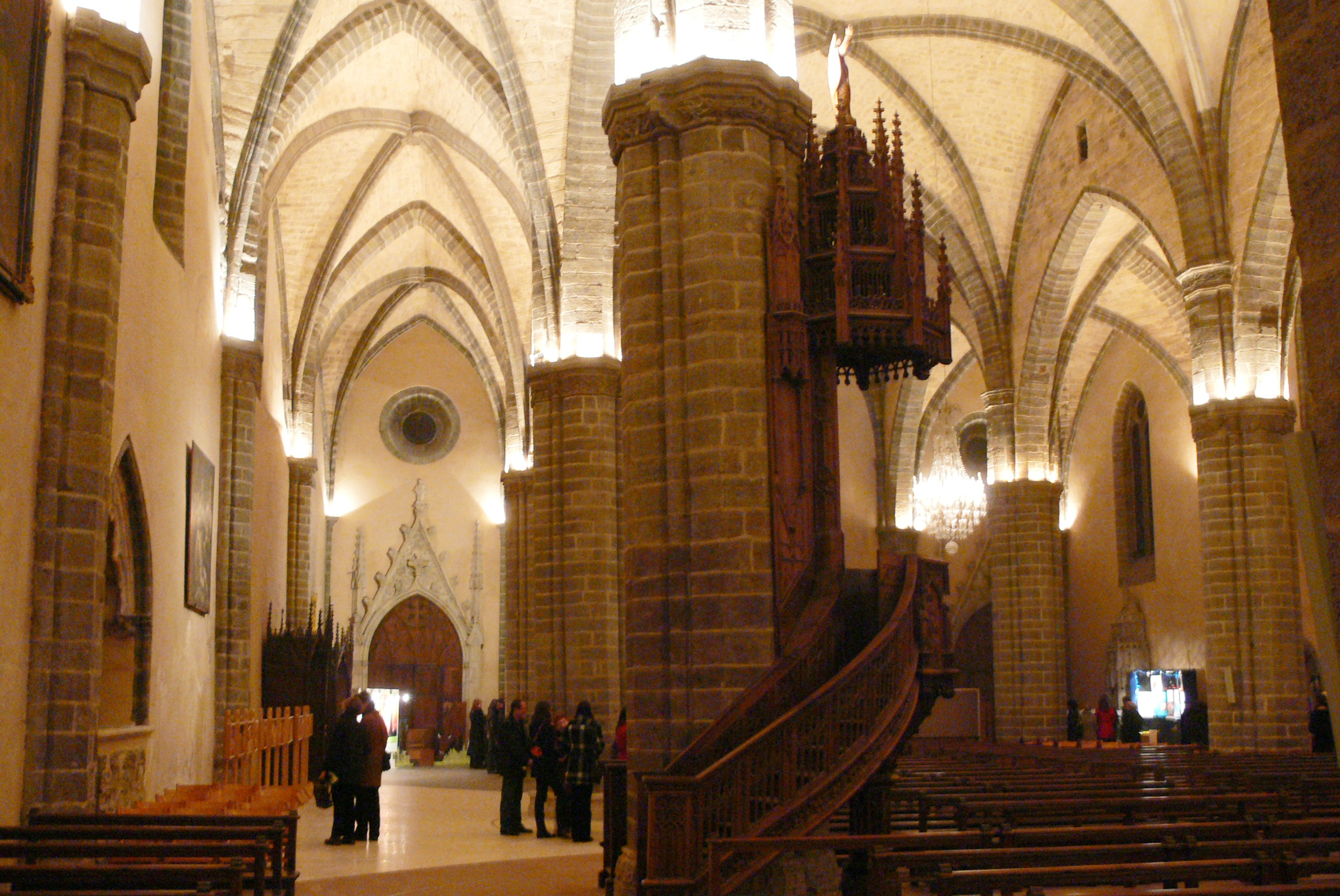